# Astragalus eriopodus
Astragalus eriopodus es una especie de planta del género Astragalus, de la familia de las leguminosas, orden Fabales.

## Distribución
Astragalus eriopodus se distribuye por Armenia, Turquía, Irán y Siria.

## Taxonomía
Fue descrita científicamente por Boiss. Fue publicado en Diagnoses Plantarum Orientalium 2: 48 (1843).
Sinonimia
- Astragalus eriopoda (Boiss.) Kuntze
Astragalus stenostachys Beck
Astragalus eriopodus longepedunculatus Parsa